# Jørgen Krabbe
Jørgen Krabbe (af Krogholm) (født 1633 på Varberg Fæstning henrettet i 1678 i Malmø) var en skånsk adelsmand og svensk friherre, søn af den danske statholder i Norge Iver Krabbe. Han var gift med Jytte Ottesdatter Thott som var Knud Thotts søster. De havde ingen børn.
Ved Skånes overgivelse i 1658 forlod Krabbe det danske Kancelli. Han var gennem sine familiemæssige forbindelser og position en af de vigtigste stormænd i Skåne. I 1664 blev han adlet i Sverige kaldet Krabbe af Krageholm og deltog i årets adelssamling i "Riddarhuset" i Stockholm. I 1676 blev han friherre. Samme år brød den Skånske Krig ud, og Jørgen Krabbe blev anklaget for samarbejde med Skånes friskytter ("snaphanerne") og fængslet for højforræderi og 6. november 1677 ved en kommissionsdomstol dømt til døden. 20. september 1677 havde Krabbe søgt om hjælp fra den danske konge til at flygte til dansk side, men svenskene arresterede ham få dager senere. Dødsdommen blev eksekveret 16. januar 1678 ved skydning på Stortorget i Malmø.